# Депрограмирање
Депрограмирање је интензивна и систематска форма директног утицаја и саветовања која се фокусира на промену дубоко усађених веровања клијената о ономе што сматра проблематичним или штетним. Интервенцију врши социјални радник.